# NGC 3795B
NGC 3795B је елиптична галаксија у сазвежђу Велики медвед која се налази на NGC листи објеката дубоког неба.
Деклинација објекта је + 58° 45' 29" а ректасцензија 11h 38m 8,6s. Привидна величина (магнитуда) објекта NGC 3795 износи 13,2 а фотографска магнитуда 14,2. NGC 3795B је још познат и под ознакама UGC 6604, MCG 10-17-29, CGCG 292-13, PGC 36037.